# Félnehézsúly
A félnehézsúly súlycsoport az ökölvívásban.

## Amatőr ökölvívás
Az amatőr ökölvívásban a félnehézsúlyba 75 kg-81 kg közötti versenyzők tartoznak.
- 1920–1936: 160–175 font (72.6–79.4 kg)
- 1948: 73–80 kg
- 1952-től: 75–81 kg

### Olimpiai bajnokok
- 1920 –  Eddie Eagan (Amerikai Egyesült Államok)
- 1924 –  Harry Mitchell (Egyesült Királyság)
- 1928 –  Víctor Avendaño (Argentína)
- 1932 –   David Carstens (Dél-afrikai Köztársaság)
- 1936 –  Roger Michelot (Franciaország)
- 1948 –  George Hunter (Dél-afrikai Köztársaság)
- 1952 –  Norvel Lee (Amerikai Egyesült Államok)
- 1956 –  James Boyd (Amerikai Egyesült Államok)
- 1960 –  Cassius Clay (később Muhammad Ali) (Amerikai Egyesült Államok)
- 1964 –  Cosimo Pinto (Olaszország)
- 1968 –  Danas Pozniakas (Szovjetunió)
- 1972 –  Mate Parlov (Jugoszlávia)
- 1976 –  Leon Spinks (Amerikai Egyesült Államok)
- 1980 –  Slobodan Kacar (Jugoszlávia)
- 1984 –  Anton Josipovic (Jugoszlávia)
- 1988 –  Andrew Maynard (Amerikai Egyesült Államok)
- 1992 –  Torsten May (Németország)
- 1996 –  Vaszilij Zsirov (Kazahsztán)
- 2000 –  Alekszandr Lebzjak (Oroszország)
- 2004 –  Andre Ward (Amerikai Egyesült Államok)
- 2008 –  Csang Hsziao-ping (Kína)
- 2012 –  Jegor Mehoncev (Oroszország)
- 2016 –  Julio César La Cruz (Kuba)
- 2020 –  Arlen López (Kuba)

### Amatőr félnehézsúlyú világbajnokok
- 1974 –   Mate Parlov (Jugoszlávia)
- 1978 –   Sixto Soria (Kuba)
- 1982 –   Pablo Romero (Kuba)
- 1986 –   Pablo Romero (Kuba)
- 1989 –   Henry Maske (NDK)
- 1991 –   Torsten May (Németország)
- 1993 –  Ramón Garbey (Kuba)
- 1995 –  Antonio Tarver (Amerikai Egyesült Államok)
- 1997 –   Alekszandr Boriszovics Lebzjak (Oroszország)
- 1999 –  Michael Simms (Amerikai Egyesült Államok)
- 2001 –   Jevgenyij Mihajlovics Makarenko (Oroszország)
- 2003 –  Jevgenyij Mihajlovics Makarenko (Oroszország)
- 2005 –  Jerdosz Zsanabergenov (Kazahsztán)
- 2007 –  Abbos Atoyev (Üzbegisztán)
- 2009 –  Artur Aszilbekovics Beterbijev (Oroszország)
- 2011 –  Julio César la Cruz (Kuba)
- 2013 –  Julio César la Cruz (Kuba)
- 2015 –  Julio César la Cruz (Kuba)
- 2017 –  Julio César la Cruz (Kuba)
- 2019 –  Bekzad Nurdauletov (Kazahsztán)
- 2021 –  Robby Gonzales (Amerikai Egyesült Államok)
- 2023

## Profi ökölvívás
A profi ökölvívásban félnehézsúly felső súlyhatára 175 font (79,3 kg).

### A nagy világszervezetek félnehézsúlyú világbajnokai
| WBA                         | WBC                           | IBF                           | WBO                           |
| Artur Beterbiev 19-0(18KO)  | Artur Beterbijev 19-0 (18 KO) | Artur Beterbijev 19-0 (18 KO) | Artur Beterbijev 19-0 (18 KO) |
| Szuperbajnok                |                               |                               |                               |
| Artur Beterbiev 19-0 (18KO) |                               |                               |                               |